# Abarema aspleniifolia
Abarema aspleniifolia es una especie de leguminosa del género Abarema en la familia Fabaceae. Se encuentra en la cuenca del Caribe, particularmente en Cuba.

## Taxonomía
Abarema aspleniifolia fue descrita por (Griseb.) Barneby & J.W.Grimes y publicado en Memoirs of The New York Botanical Garden 74(1): 97. 1996.
Sinonimia
- Feuilleea asplenifolia (Griseb.) Kuntze
- Feuilleea aspleniifolium (Griseb.) Kuntze
- Jupunba asplenifolia (Griseb.) Britton & Rose
- Pithecellobium asplenifolium Griseb.
- Pithecellobium asplenifolium subsp. mayarense Borhidi
- Pithecolobium asplenifolium Griseb[5]